# Rhynchostegium riparioides
Rhynchostegium riparioides là một loài Rêu trong họ Brachytheciaceae. Loài này được (Hedw.) Cardot miêu tả khoa học đầu tiên năm 1913.